# Amphissitidae
De Amphissitidae zijn een familie van uitgestorven kreeftachtigen uit de klasse van de Ostracoda (mosselkreeftjes).

## Geslachten
- Amphissites Girty, 1910 †
- Neoamphissites Becker & Wang, 1992 †
- Nonsulcozona Schallreuter, 1972 †
- Ordovizona Schallreuter, 1969 †
- Polytylites Cooper, 1941 †
- Virbalina Sidaravichiene, 1992 †